# Going Berserk
Going Berserk (conocida en Hispanoamérica como Para volverse loco) es una película cómica de 1983 protagonizada por John Candy, Joe Flaherty y Eugene Levy. Fue dirigida por David Steinberg.

## Sinopsis
Un chófer comprometido con la hija de un congresista se encuentra con un director de cine de mala calidad, el líder de una secta de aeróbicos y otros personajes enloquecidos durante los días previos a su boda.

## Reparto
- John Candy es John Bourgignon.
- Joe Flaherty es Chick Leff.
- Eugene Levy es Sal DiPasquale.
- Alley Mills es Nancy Reese.
- Pat Hingle es Ed Reese.
- Richard Libertini es Sun Yi.
- Paul Dooley es el Dr. Ted
- Dixie Carter es Angela.
- Eve Brent Ashe es la señora Reese.
- Ann Bronston es Patti Reese.
- Frantz Turner es Wallace.
- Gloria Gifford es Francine.
- Bill Saluga es Skipper.
- Ernie Hudson es Muhammed Jerome Willy.
- Kurtwood Smith es Clarence.
- Elinor Donahue as Margaret Anderson.